# Isbrytaren Mjølner (Norge)
Ej att förväxla med den danska Isbrytaren Mjølner (Danmark)
Isbrytaren Mjølner levererades 1877 från Kockums Mekaniska Verkstad i Malmö till Christiania Havne Commission i Norge.
S/S Mjølner var Nordens första isbrytare och byggdes efter modell av världens första specialiserade isbrytare, Eisbrecher i Hamburg, som tagits i drift 1871.